# Bezirk Uster
Bezirk Uster är ett av de tolv distrikten i kantonen Zürich i Schweiz. 

## Indelning
Distriktet omger sjön Greifensee och består av 10 kommuner:
- Dübendorf
- Egg
- Fällanden
- Greifensee
- Maur
- Mönchaltorf
- Schwerzenbach
- Uster
- Volketswil
- Wangen-Brüttisellen